# 八里湾山
八里湾山（ぱりわんさん）は、台湾に存在する山である。

## 概要
標高924メートル。台湾東部・花蓮県豊浜郷に位置し、海岸山脈の秀姑巒渓以北の最高峰である。台湾原住民族・アミ族の伝説では、彼らの発祥地「ラガサン」は、この山を指すとも言われている。
なお、西方の花東縦谷から望めば富士山型に見えるため、日本統治時代には「貓公富士」（ばこうふじ）とも呼ばれていた。

## 関連記事
- 富士山
- 郷土富士